# Jupiter (BUMP OF CHICKENのアルバム)
『jupiter』（ジュピター）は、BUMP OF CHICKENのメジャー1枚目、通算3枚目のオリジナルアルバム。2002年2月20日 にトイズファクトリーから発売された。

## 概要
- タイトルの由来は、アルバム名を何にするかと訊かれた時に、たまたま藤原が木星のことを考えていたため。
- ジャケット表紙からケース裏まで、少しずつ「宇宙→地球→海」へと近付いていく写真が掲載されている。
- 冊子最後の写真の撮影場所は、Zepp Tokyo近くの潮風公園であると思われる。
- メンバーの意向から、CDの表面へのプリントが極端に少なく、裏表の区別がつきにくくなっている。
- 初動25.0万枚を売上げ、シングル・アルバム通じて自身初のオリコンチャート初登場1位を記録、オリコンチャート登場週数で200週を超えるロングヒットとなった。
- 累計出荷枚数は現在までに90万枚を超えている[2]。
- 本編と隠しトラック（及び空白の時間）との時間の合計が、ちょうど70分になるようにしてある。（一部の機器では70分02秒になる。）
- 初回盤には「ポキレツ知恵袋」と名づけられたカードが封入されていた。歌詞カードに使われている写真をモチーフに解説文を挿入したもので、全部で8種類あった。
- このCDではじめて公式のバンドスコアが発売された。尚1stと2ndアルバムは弾き語り等は除いてメンバー監修のバンドスコアは発売されていない。一曲ごとに販売されているメンバー未監修の物は販売されている。

## 収録曲
| 全作詞・作曲: Motoo Fujiwara（#4, 作曲: Motoo Fujiwara & Hiroaki Masukawa）。 |                         |                                                                 |                                                                 |      |
| #                                                                             | タイトル                | 作詞                                                            | 作曲・編曲                                                      | 時間 |
| 1.                                                                            | 「Stage of the ground」 | Motoo Fujiwara （#4, 作曲: Motoo Fujiwara & Hiroaki Masukawa ） | Motoo Fujiwara （#4, 作曲: Motoo Fujiwara & Hiroaki Masukawa ） | 5:33 |
| 2.                                                                            | 「天体観測」            | Motoo Fujiwara （#4, 作曲: Motoo Fujiwara & Hiroaki Masukawa ） | Motoo Fujiwara （#4, 作曲: Motoo Fujiwara & Hiroaki Masukawa ） | 4:23 |
| 3.                                                                            | 「Title of mine」       | Motoo Fujiwara （#4, 作曲: Motoo Fujiwara & Hiroaki Masukawa ） | Motoo Fujiwara （#4, 作曲: Motoo Fujiwara & Hiroaki Masukawa ） | 5:02 |
| 4.                                                                            | 「キャッチボール」      | Motoo Fujiwara （#4, 作曲: Motoo Fujiwara & Hiroaki Masukawa ） | Motoo Fujiwara （#4, 作曲: Motoo Fujiwara & Hiroaki Masukawa ） | 3:42 |
| 5.                                                                            | 「ハルジオン」          | Motoo Fujiwara （#4, 作曲: Motoo Fujiwara & Hiroaki Masukawa ） | Motoo Fujiwara （#4, 作曲: Motoo Fujiwara & Hiroaki Masukawa ） | 4:35 |
| 6.                                                                            | 「ベンチとコーヒー」    | Motoo Fujiwara （#4, 作曲: Motoo Fujiwara & Hiroaki Masukawa ） | Motoo Fujiwara （#4, 作曲: Motoo Fujiwara & Hiroaki Masukawa ） | 6:13 |
| 7.                                                                            | 「メロディーフラッグ」  | Motoo Fujiwara （#4, 作曲: Motoo Fujiwara & Hiroaki Masukawa ） | Motoo Fujiwara （#4, 作曲: Motoo Fujiwara & Hiroaki Masukawa ） | 5:48 |
| 8.                                                                            | 「ベル」                | Motoo Fujiwara （#4, 作曲: Motoo Fujiwara & Hiroaki Masukawa ） | Motoo Fujiwara （#4, 作曲: Motoo Fujiwara & Hiroaki Masukawa ） | 4:33 |
| 9.                                                                            | 「ダイヤモンド」        | Motoo Fujiwara （#4, 作曲: Motoo Fujiwara & Hiroaki Masukawa ） | Motoo Fujiwara （#4, 作曲: Motoo Fujiwara & Hiroaki Masukawa ） | 4:34 |
| 10.                                                                           | 「ダンデライオン」      | Motoo Fujiwara （#4, 作曲: Motoo Fujiwara & Hiroaki Masukawa ） | Motoo Fujiwara （#4, 作曲: Motoo Fujiwara & Hiroaki Masukawa ） | 2:58 |
| 合計時間:                                                                     | 合計時間:               | 47:21                                                           |                                                                 |      |

| 全作詞・作曲: BUMP OF CHICKEN。 |                                |                 |                 |
| #                               | タイトル                       | 作詞            | 作曲・編曲      |
| 1.                              | 「In my heart」(歌・演奏: JOY) | BUMP OF CHICKEN | BUMP OF CHICKEN |
| 2.                              | 「In my Nikke」(歌・演奏: JOY) | BUMP OF CHICKEN | BUMP OF CHICKEN |

### 楽曲解説
1. Stage of the ground
メンバーの友人に子供が生まれ、記念に作った曲[要出典]。歌詞にその子の名前の漢字が散りばめられており（直井はそれにすぐ気づいた）「那由多」という言葉は「由」を使うために入れた（「自由」という言葉は使いたくなかったので「那由多」という単語が出てきたらしい）。
2014年ソチオリンピックの金メダリストである羽生結弦は同バンドのファンであり、同楽曲の英語詞をプリントしたジャージで練習している。その縁から、羽生の金メダル獲得に際して、BUMP OF CHICKENは羽生を祝福するコメントを発表していた[3]。
日向武史による漫画『あひるの空』の第429話にて、歌詞が引用されている[4]。
アルバム曲だが、ベストアルバム『BUMP OF CHICKEN I ＜1999-2004＞』にも収録されている。
ドラマ「天体観測」挿入歌。
2022年には、サッポロビールのCM「第98回箱根駅伝 4年生力篇」に使用された。 このCMは2022年1月2日（日）と1月3日（月）に日本テレビ系「第98回東京箱根間往復大学駅伝競走」の番組内で放送された[5]。
2013年から2014年にかけて行われたライブプロジェクト「WILLPOLIS」およびイベント出演時はすべて1曲目に演奏された。
2. 天体観測
2ndシングル。ドラマ「天体観測」挿入歌。
3. Title of mine
「ダイヤモンド」製作後、メロディーから先に作られた曲。藤原が初めて嫌いになった曲であるという（今ではもう受け入れることが出来たらしい）。藤原曰く「当初、自分は天才じゃないかと思うくらいの自信作だったが、歌詞を書いているうちに自分自身と重なり始め、歌うのが辛くなった」らしい。メンバーに支えられながらなんとかレコーディングをした。また、旧タイトルが「Title」だったが、スタッフ等の提案から「Title of mine」にしたと言う話もある。ドラマ「天体観測」挿入歌。
4. キャッチボール
藤原と増川による共作。箱根で合宿を行い完成した。作詞にあたって、二人はキャッチボールではなくバドミントンをした。藤原はキャッチボールを題材に「制作中の増川のことを書いた」と語っている。
これ以降、藤原以外のメンバーが作詞作曲に携わった楽曲は、シークレットを除くと発表されていない。
5. ハルジオン
3rdシングル。MVに出てくる白い花は、ハルジオンでは無い。
6. ベンチとコーヒー
藤原が実際の一日の経験を元に作詞し、直井の誕生日に贈った曲。今も直井は贈られた歌詞を額縁に入れて飾っているという。
7. メロディーフラッグ
雪の日に転んで一時的な記憶障害に陥った親友に贈った歌とされている。この曲のPVでは、過去のPVの映像も一部使用されている。
ドラマ「天体観測」挿入歌。
8. ベル
メロディーから先に作られた曲。完成当時、タイトルは決まっていなかった。『天体観測』がヒットした当時、全く交流のなかった知り合いなどから多くの電話がかかってきて人間不信になりかけた。だが、突然友人から「大丈夫か」との電話がかかってきて、それに救われたのをきっかけに作曲されたという。
楽曲発表後、ライブでは一度も演奏されたことがなかったが、2016年2月11日に行われた結成20周年記念ライブ『20』で発表から14年を経て初披露された[6]。
2023年に行われたアリーナツアー「be there」でツアー初披露された。
ドラマ「天体観測」挿入歌。
9. ダイヤモンド
メジャーデビューシングル。
10. ダンデライオン
百獣の王ライオンとDandelion（タンポポ）をかけており、ライオンのタンポポへの一方的な友情を描いた曲。もともとそんなにテンポが速い曲ではなかったのだが、直井曰く、升が勘違いしてドカドカ叩いてしまったので、今のような曲調になったとのこと。
リード曲ではないが、FLASHアニメの題材としての無断使用もあって認知度の高い楽曲である[7]。

- 隠しトラックに「JOY」の歌う「In my heart」と「In my Nikke」(両曲ともに作詞・作曲:BUMP OF CHICKEN)が収録されている。隠しジャケットには「JOY last concert」の記載がある。始まる前に約15分18秒の無音が流れる。

## ビデオ・クリップ集
アルバムのPV集としては初の作品。シングル『スノースマイル』と同時リリース。
（2002年12月18日発売 番場秀一監督）
1. Stage of the ground
2. 天体観測
3. ハルジオン
4. メロディーフラッグ
5. ダイヤモンド
6. バイバイ、サンキュー
シングル『天体観測』のカップリング。